# ホビーモデル
ホビーモデルは、日本で16番ゲージ鉄道模型のキットを製作・販売しているメーカー。

## 概要
縮尺1/80の16番ゲージ日本型の鉄道模型を製造しており、製品はキット形式のものが多い。
また、金属製品が多い16番ゲージ日本型メーカーの中では珍しく、プラスチックキット形式の製品も手がけている。

## 本社工場所在地
- 東京都江戸川区北小岩2-27-4

## ショールーム
- 東京都江戸川区北小岩2-14-2

京成小岩駅付近 京成サンコーポ小岩の一階。
営業時間　毎週金曜日・土曜日　14：00～18：30 (都合により休業する場合があるため注意が必要である)
- 自社製品を中心にした品揃えがあり、また各種キットのバルクパーツ等の販売も行われている。オーナーが直接販売を行っており、製品に関するアドバイスなどを聞けることもある。

## 製品
真鍮製模型
基本的にキット形式での販売となる。工作の難易度は製品によって違うが、ハンダ付けによって組み立て、塗装することになる。従って、ハンダ付け工作の技術が必要になる。
プラスチック製模型
基本的にキット形式での販売となる。工作には市販されているプラモデル用の接着剤等が必要になる。
製品構造はグリーンマックス等のNゲージ車両のプラスチックキットを縮尺1/80に拡大したような形態となるが、サイズが大きいだけに車両の床下機器や屋根上機器部品などの小さな部品も個別に成型されている点が異なる。
1980年代にワム80000を製品化して以来、金型・成型ともに自社工房で内製化しており、比較的安価な16番ゲージの貨車製品として長らく販売されている。
1997年には、国鉄101系電車を製品化。以降、クモニ13、国鉄103系電車、国鉄105系電車と製品化している。
プラスチック製キットは定期的に再生産がかけられており、比較的古い製品でもショールーム等で購入することができる物もある。
動力装置
自社開発の動力装置があるものの、製品によっては他社製の動力装置を使用しているものもある。